# 장흥 보림사 동 승탑
장흥 보림사 동 승탑(長興 寶林寺 東 僧塔)은 전라남도 장흥군 보림사에 있는, 남북국 시대 신라의 승탑이다. 1963년 1월 21일 대한민국의 보물 제155호로 지정되었다.

## 개요
보림사는 통일신라시대 선종 9산 중 가장 먼저 만들어진 가지산파의 중심사찰로, 헌안왕 4년(860)에 왕의 권유를 받아 체징이 창건하였다. 동부도는 보림사 동쪽 숲 속에 있는 여러 승탑 중 가장 뛰어난 작품으로 손꼽힌다. 승려의 사리를 두는 탑신(塔身)을 중심으로 아래에는 3단의 기단(基壇)을 두고 위로는 머리장식을 얹었는데, 각 부분이 8각으로 깍여져 있다.
3단으로 된 기단의 맨아랫단과 맨윗단에는 8잎의 연꽃잎을 둘러 새기고 각 귀퉁이마다 꽃장식을 얹은 모습으로, 가운데는 8각의 기둥을 낮게 두었다. 탑신은 한 면에만 자물쇠가 달린 문짝 모양을 새기고, 지붕돌은 다른 부분에 비해 좁고 낮은 편이다. 꼭대기의 머리장식은 중간에 둥근 기둥을 세우고, 위아래를 나누어 장식하였는데, 그 완전함만큼이나 세심한 정성을 기울인 흔적이 엿보인다.
전체적으로 탑신의 위부분이 높게 이루어진 반면, 기단의 가운데받침돌이 작고 낮아 안정감이 떨어진다. 잘 정돈된 구조가 돋보이며 머리장식이 온전하게 남아있는 것도 이 승탑의 소중함을 더하고 있다. 통일신라 후기에 만들어졌으면서도 고려 전기의 특징을 보여주는 작품으로, 승탑 연구에 귀중한 자료가 되고 있다.

## 같이 보기
- 보림사

## 참고 자료
- 장흥 보림사 동 승탑 - 국가유산청 국가유산포털